# Castilnuevo
Castilnuevo è un comune spagnolo di 8 abitanti situato nella comunità autonoma di Castiglia-La Mancia.